# Ceptura
Ceptura község Prahova megyében, Munténiában, Romániában. A hozzá tartozó települések: Ceptura de Jos, Ceptura de Sus, Malu Roșu, Rotari és Șoimești. A községközpont Ceptura de Jos.

## Fekvése
A megye délkeleti részén található, a megyeszékhelytől, Ploieștitől, harminckét kilométerre keletre, a Ceptureanca patak mentén. 

## Története
Ceptura község Saac megye része volt, egészen annak megszűntéig, 1847-ig. 
A 19. század végén a község Prahova megye Cricovul járásához tartozott és ugyanazon falvakból állt mint manapság valamint még Valea Gardului településből, mely később egybeolvad a községközponttal, Ceptura de Jos-al. Összlakossága 2338 fő volt. A községben volt egy 1848-ban megnyitott iskola valamint öt templom, melyek közül három  Ceptura de Sus és Ceptura de Jos falvakban, egy-egy pedig Șoimești illetve Rotari településeken. Ezeken kívül a Căldărușani kolostorhoz tartozott egy kis kápolna is.
1931-ben ideiglenesen hozzácsatolták Bozieni falut is, a szomszédos Fântânele községtől.
1950-ben közigazgatási átszervezés alapján, a Prahova-i régió Urlați rajonjához került, majd 1952-ben a Ploiești régióhoz csatolták. 
1968-ban ismét megyerendszert vezettek be az országban, a község az újból létrehozott Prahova megye része lett.

## Lakossága
| Nemzetiségek | 2002 | 2002   |
| ------------ | ---- | ------ |
| Románok      | 5298 | 99,88% |
| Magyarok     | 2    | 0,03%  |
| Törökök      | 1    | 0,01%  |
| Egyéb        | 3    | 0,05%  |
| Összesen     | 5304 | 100,0% |